# جامع سبزوار
يعد جامع سبزوار أحد أقدم المساجد في سبزوار، وقد بُني خلال فترة السربداريين.

## خصائص المبنى
يتضمن مسجد صبزوار الكبير الذي مساحته حوالي أربعة آلاف متر مربع القبلة والشمال والفناء والقاعة والرواق في الجانب الجنوبي من شارع بيهق في هذه المدينة. على الجانب الجنوبي من إيوان القبلة المحراب وفوقه نقش يعود تاريخه إلى عام 1292 هـ. في أعلى هذا الإيوان، يمكن رؤية مئذنتين من الطوب. على جانبي هذا القسم، تم إنشاء قاعات ذات قباب مرتفعة معقودة في نفس وقت بناء الإيوان الجنوبي. في الرواق الشرقي من الإيوان الشمالي للمسجد، هناك نقوش على شكل نقوش حجرية من العصر الصفوي بتواريخ 979 و 1136 هـ بخصوص مراعاة أهل صبزوار وأمر من الشاه طهماسب الصفوي. الزخارف الرئيسية لمسجد صبزوار الكبير هي البلاط الملون السباعي الألوان والتبليط بالطوب. يوضح هذا المبنى الميزات المعمارية للقرن الثامن الهجري.

## صور

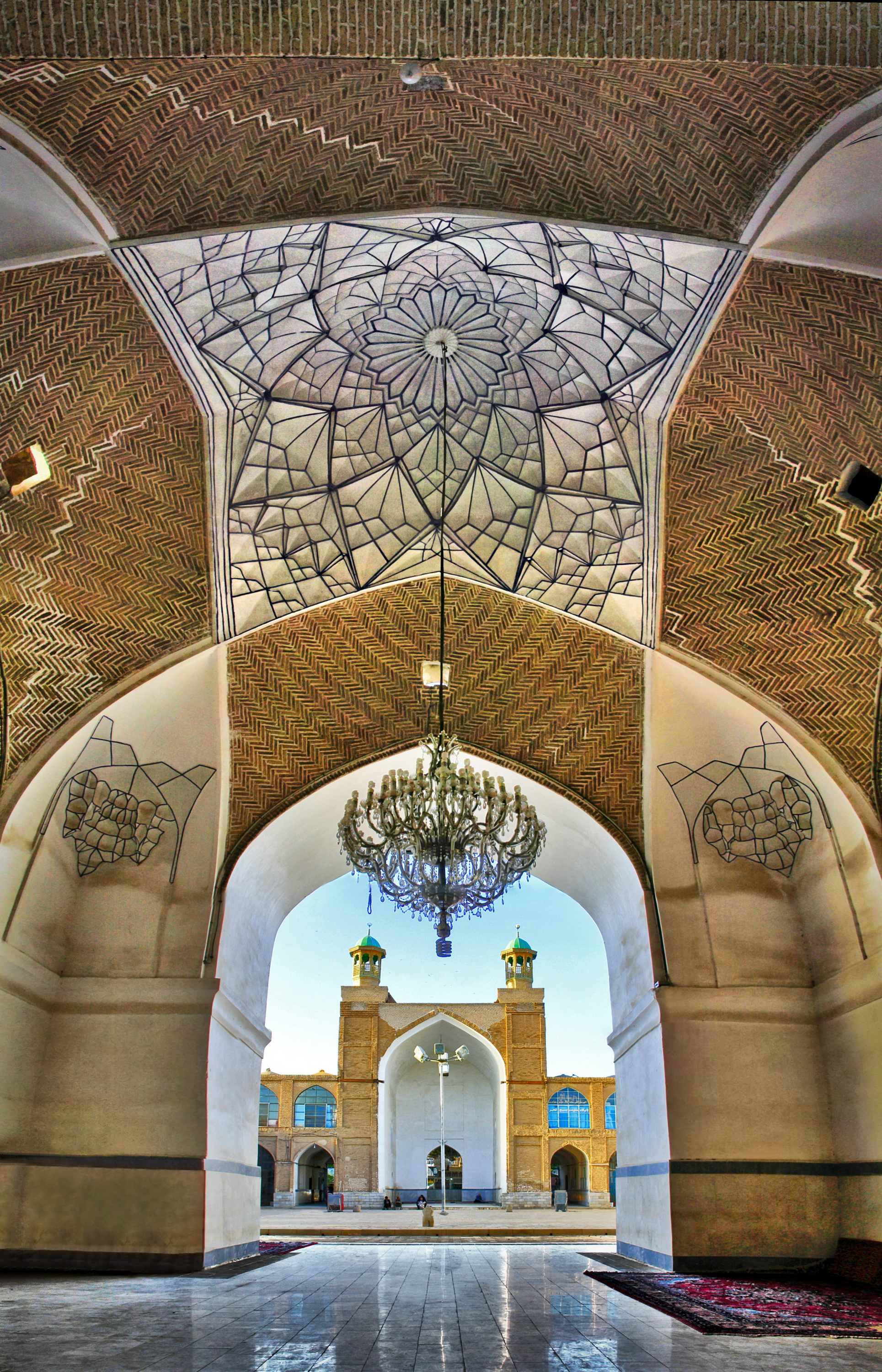
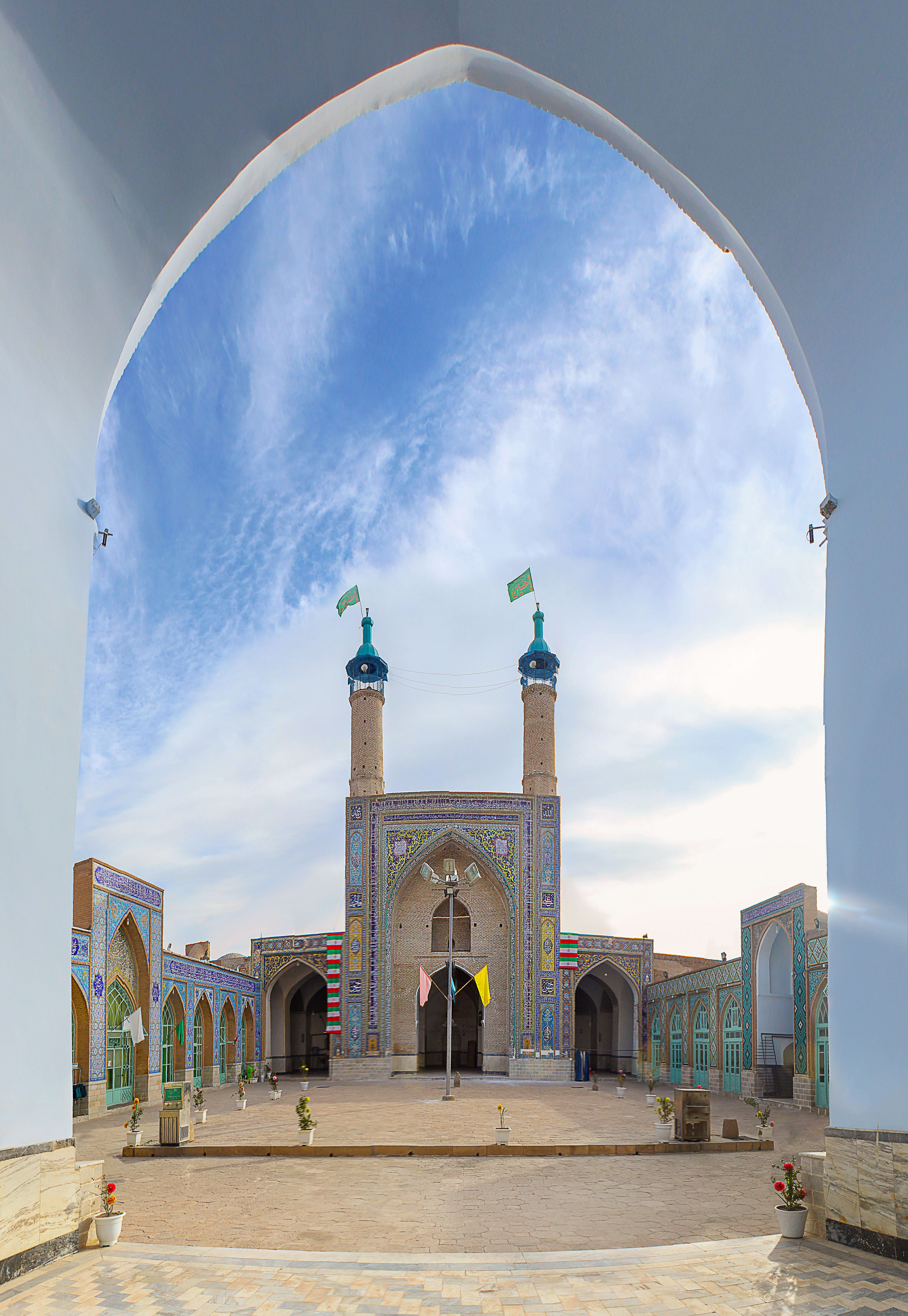
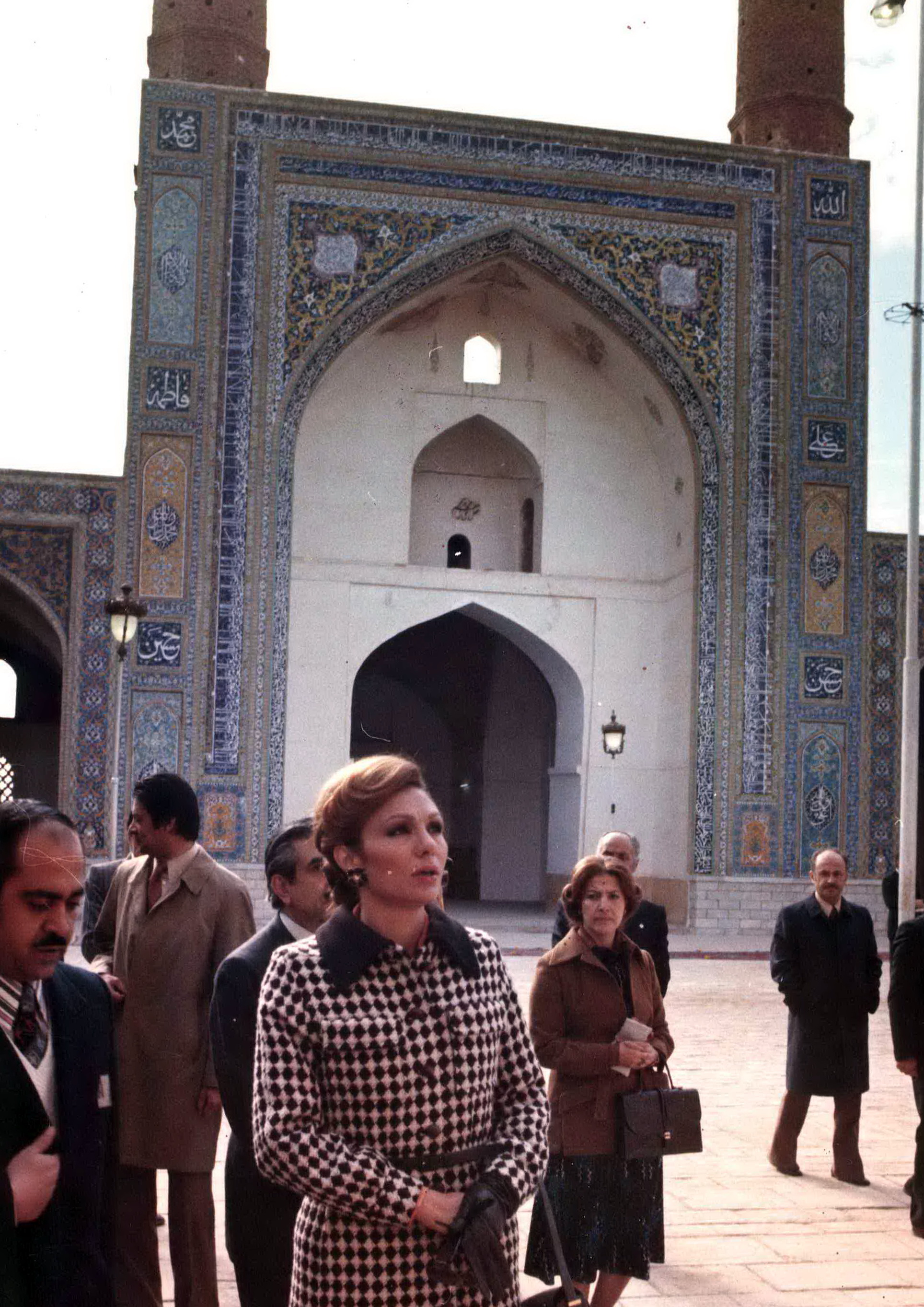
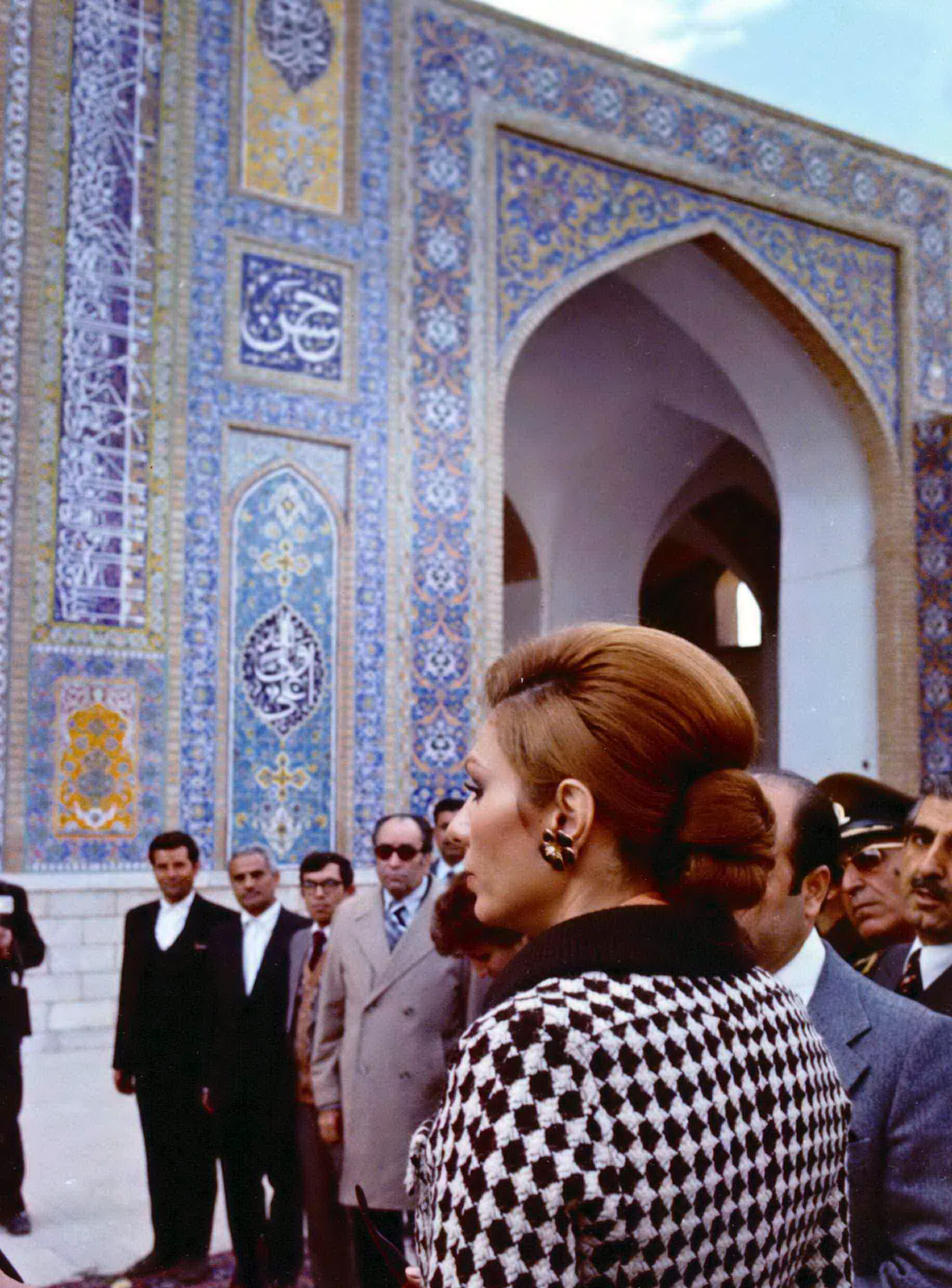
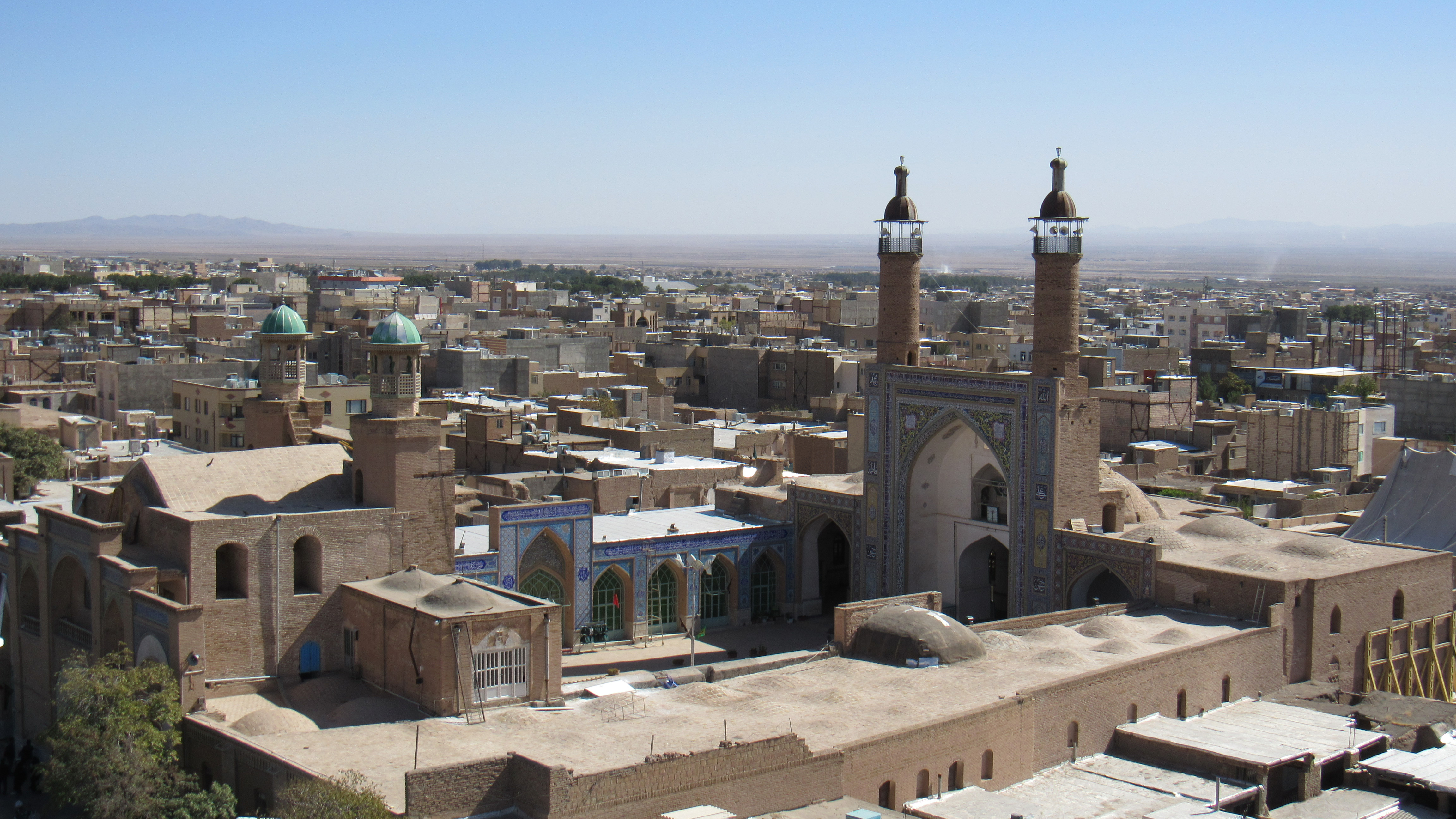